# Markus Gander
Markus Gander (Vipiteno, 16 maggio 1989) è un ex hockeista su ghiaccio italiano, di ruolo attaccante.

## Carriera

### Club
Markus Gander crebbe nella squadra della propria città, i Vipiteno Broncos, esordendo in Serie A2 già nella stagione 2005-2006, collezionando 14 presenze. Nella stagione successiva fu già autore di 12 punti in stagione regolare, accedendo per la prima volta in carriera ai playoff. Al termine del campionato 2007-2008 Gander raccolse 17 reti in 42 partite giocate, venendo riconfermato nella rosa dei Broncos per la stagione successiva.
Nell'estate del 2009 Gander prese parte a un provino presso i North Iowa Outlaws, formazione giovanile statunitense della North American Hockey League. Markus riuscì a conquistare un posto nel roster, giocando 51 partite per un totale di 28 punti. Gander fece ritorno a Vipiteno per disputare la stagione 2010-2011, culminata per i Broncos con la vittoria della Serie A2 e la promozione nella massima serie.
Nella stagione successiva, la prima per lui in Serie A, Gander fu autore di 26 punti in 46 gare fra stagione regolare e play-out; nonostante ciò fu retrocesso insieme ai Broncos in Serie A2. Nell'estate del 2012 fu però ingaggiato dall'Hockey Club Bolzano, squadra con cui vinse la Supercoppa italiana. Concluse la prima stagione a Bolzano con 28 punti in 50 apparizioni. Nell'estate del 2013 prolungò il proprio contratto con il Bolzano, iscrittosi da quell'anno alla EBEL, la lega austriaca. Con la maglia degli altoatesini vinse la EBEL 2013-2014.
La squadra bissò il successo nel 2017-2018, ultima stagione di Gander coi biancorossi prima di passare al Val Pusteria nell'estate successiva. Venne confermato anche per la stagione successiva, ma il giorno di Natale, dopo una pesante sconfitta contro il Renon, contemporaneamente all'esonero del coach Petri Mattila, il Val Pusteria comunicò l'esclusione di Gander dalla rosa della squadra. Rimase svincolato solo per pochi giorni: il 3 gennaio successivo firmò per il Cortina.
Al termine della stagione ha fatto ritorno al Vipiteno, squadra con cui ha giocato per le successive tre stagioni, prima di annunciare il ritiro, nel luglio del 2023, all'età di 34 anni.

### Nazionale
Fra il 2006 ed il 2008 Gander rappresentò diverse volte le nazionali italiane U18 e U20 nei campionati mondiali di categoria di Prima e Seconda Divisione, conquistando per due volte la promozione in Prima Divisione.
Markus Gander debuttò con la Nazionale maggiore in alcune amichevoli nella stagione 2011-12, per poi esordire ufficialmente nelle qualificazioni per i giochi di Soči 2014. Nel 2013 prese invece parte al mondiale di Prima Divisione disputatosi in Ungheria, segnando una rete. Nel 2014 partecipò al campionato mondiale disputatosi in Bielorussia, segnando due reti. L'anno seguente prese parte al mondiale di Prima Divisione disputatosi in Polonia. Fu parte di tutte le spedizioni ai mondiali fino al 2021 (ad eccezione dunque del mondiale 2020 non disputato per la pandemia di COVID-19).

## Palmarès

### Club
- Campionato austriaco: 2

Bolzano: 2013-2014, 2017-2018
- Campionato italiano - Serie A2: 1

Vipiteno: 2010-2011
- Supercoppa italiana: 1

Bolzano: 2012

### Giovanili
- Campionato italiano U19: 2

Vipiteno: 2006-2007, 2007-2008

### Nazionale
- Campionato mondiale di hockey su ghiaccio Under-20 - Seconda Divisione: 1

Italia 2008
- Campionato mondiale di hockey su ghiaccio Under-18 - Seconda Divisione: 1

Italia 2006